# 硝酸铬酰
硝酸铬酰是一种无机化合物，化学式为CrO2(NO3)2。它最初于1954年由Schmiesser和Lutzow制备出来。

## 制备
硝酸铬酰可以由硝酸钠和氟化铬酰（CrO2F2）反应得到：
2 NaNO3 + 2 CrO2F2 → CrO2(NO3)2 + Na2CrO2F4

## 性质
硝酸铬酰受热分解，生成三氧化铬和五氧化二氮，五氧化二氮可以进一步分解：
CrO2(NO3)2 → CrO3 + N2O5

## 拓展阅读
- Marsden, Colin J.; et al. Molecular structure of chromyl nitrate (CrO2(NO3)2) in the gas phase: a novel form of coordination for chromium?. Inorganic Chemistry, 1991. 30(25). DOI:10.1021/ic00025a016